# Dichotomius pauloensis
Dichotomius pauloensis är en skalbaggsart som beskrevs av Luederwaldt 1925. Dichotomius pauloensis ingår i släktet Dichotomius och familjen bladhorningar. Inga underarter finns listade i Catalogue of Life.